# Nyctemera dentifascia
Nyctemera dentifascia là một loài bướm đêm thuộc phân họ Arctiinae, họ Erebidae.